# 麥庫克 (伊利諾伊州)
麥庫克（英語：McCook）是位於美國伊利諾伊州庫克縣的一個村落。

## 地理
麥庫克的座標為41°47′55″N 87°49′57″W / 41.79861°N 87.83250°W，而該地最高點為海拔高度188米（即617英尺）。

## 人口
根據2010年美國人口普查的數據，麥庫克的面積為6.83平方千米，當中陸地面積為6.77平方千米，而水域面積為0.06平方千米。當地共有人口228人，而人口密度為每平方千米33人。